# Щетинина, Анна Ивановна
А́нна Ива́новна Щети́нина (13 (26) февраля 1908, ст. Океанская — 25 сентября 1999, Владивосток) — работник советского торгового флота, первая в мире женщина — капитан дальнего плавания. Герой Социалистического Труда (1978).

## Биография
Родилась 13 (26) февраля 1908 года на станции Океанской под Владивостоком. Отец Иван Иванович (1877—1946) — родился в селе Чумай Томской губернии (ныне Чебулинский район Кемеровской области), работал стрелочником, лесником, рабочим и служащим на рыбных промыслах, плотником и комендантом дач в Облотделе НКВД. Мать Мария Философовна (род. 1876) — из Кемеровской области. Брат Владимир Иванович (род. 1919) — родился во Владивостоке, работал мастером цеха авиазавода на станции Варфоломеевка Приморского края.
В 1919 году Щетинина начала учиться в начальной школе в Садгороде. После вступления Народно-революционной армии во Владивосток школы были реорганизованы, и с 1922 года Анна училась в единой трудовой школе на станции Седанка, где в 1925 году окончила 8 классов. В том же году поступила на судоводительское отделение Владивостокского морского техникума. Во время учёбы проходила морскую практику на судах «Симферополь», «Брюханов» и «Первый краболов».
В 1928 году вышла замуж за моряка-радиста Николая Филипповича Качимова (1903—1950). В 1937 году он был репрессирован, в 1939 освобождён и реабилитирован при активной помощи жены, обращавшейся с требованиями разобраться в случившемся к руководителям высокого ранга, в 1941 году добровольцем ушёл на фронт, воевал в Ладожской военной флотилии, был тяжело ранен. После его безвременной смерти Анна Ивановна замуж не выходила.
После окончания техникума в 1929 году работала на Камчатке: матрос 1-го класса, штурманский ученик, 3-й, 2-й и старший помощник капитана на судах Акционерного Камчатского общества «Тунгус», «Охотск», «Ламут», «Коряк», «Топорок», «Эскимос», «Орочен». В возрасте 24 лет Анна получила штурманский диплом, а 25 января 1934 года — диплом капитана дальнего плавания. Своим первым рейсом в июне—сентябре 1935 года она прославилась на весь мир, проведя купленный Советским Союзом грузовой пароход «Чавыча» (бывший «Хохенвельс») из Гамбурга через Одессу и Сингапур в Петропавловск-Камчатский. Затем более двух лет водила этот пароход по Тихому океану и Охотскому морю. 20 марта 1938 года Анна Ивановна была назначена первым начальником рыбного порта Владивостока, выполнила огромный объём работы по его созданию и переходу к повседневному функционированию. С 1939 года заочно училась на судоводительском факультете Ленинградского института инженеров водного транспорта.
Великую Отечественную войну Анна Ивановна встретила на Балтике, где выполняла задачу по перегонке на Дальний Восток судна «Вира». Поскольку с началом войны это задание потеряло актуальность, Щетинину назначили капитаном транспорта «Сауле», на котором она работала на Балтике первые военные лето и осень, под бомбёжками эвакуировала население Таллина и перевозила стратегические грузы. Участвовала в спасении пассажиров и членов экипажей кораблей и судов, погибших во время Таллинского перехода и их эвакуации в Кронштадт. За работу в военных условиях была представлена к награждению орденом Ленина (награждение состоялось только летом 1942 года, причём награда была понижена до ордена Красной Звезды).
В декабре 1941 года вновь направлена на Дальний Восток с задачей осуществления доставки грузов ленд-лиза в СССР по Тихому океану из США. С конца декабря 1941 — капитан парохода «Карл Либкнехт», с февраля 1943 — капитан парохода «Жан Жорес».
Летом 1945 года, в период подготовки к войне против Японии, доставила на остров Сахалин на борту «Жан Жореса» два танковых батальона со всей их штатной техникой. Уже в период боевых действий, в августе 1945 года участвовала в переброске 264-й стрелковой дивизии на Южный Сахалин.
После войны Анна Щетинина была капитаном судов «Аскольд», «Баскунчак», с 1946 года — на Балтике капитаном пароходов «Днестр», «Белоостров», «Псков», «Менделеев» в Балтийском пароходстве на линии Ленинград — Копенгаген. Одновременно продолжила заочное образование и в 1950 году получила диплом Ленинградского высшего мореходного училища.
С 1951 года — старший преподаватель, а затем и декан судоводительского факультета в Ленинградском высшем мореходном училище (в 1954 году преобразовано в Ленинградское высшее инженерное морское училище имени адмирала С. О. Макарова). В 1956 году Анне Щетининой присвоена учёное звание доцента. В 1960 году она была переведена во Владивостокское высшее инженерное морское училище на должность доцента кафедры «Морское дело», а с 1974 года была заведующей кафедрой «Управление судном и его техническая эксплуатация». При этом и в 1950-е, и в 1960-е годы ей поручалось выполнение наиболее ответственных рейсов советских судов (часто впервые в истории советского мореходства) в новые страны Африки и Азии, приводила корабли также в Австралию, на Кубу и в Индию.
С февраля 1977 года — капитан-наставник службы безопасности мореплавания Дальневосточного морского пароходства.
В 1964—1970 годах была председателем Приморского филиала Географического общества СССР. Автор книги «На морях и за морями…» (1968).
Вышла на пенсию в 1983 году.
Умерла 25 сентября 1999 года.

## Память
- На Морском кладбище Владивостока ей установлен памятник.
- 20 октября 2006 года имя Щетининой присвоено мысу побережья Амурского залива Японского моря.
- Школа № 16 города Владивостока носит имя А. И. Щетининой с 2008 года.
- В 2010 году одной из новых улиц Владивостока в микрорайоне «Снеговая падь» присвоено имя Анны Щетининой.
- 21 октября 2013 года после капитальной реконструкции торжественно открыли сквер на улице Крыгина во Владивостоке, в нём установлен памятник А. И. Щетининой.
- Во Владивостоке на доме № 16 по улице Станюковича, где А. И. Щетинина жила с 1978 по 1999 годы, установлена мемориальная доска (2022).
- Образ А. И. Щетининой увековечен на барельефе стелы «Город воинской славы».
- 8 февраля 2017 года имя Щетининой присвоено одному из безымянных островов Большой Курильской гряды[6].
- 9 мая 2023 года вышел короткометражный фильм «Незабытые», снятый продюсерским центром Insight People, одна из историй («Капитан») посвящена подвигу Анны Щетининой.

Могила А. И. Щетининой
Памятник А. И. Щетининой на Эгершельде
Стела «Город воинской славы», барельеф с изображением А. И. Щетининой и парохода «Жан Жорес», которым она командовала

## Награды и звания
- Герой Социалистического Труда (24.02.1978)
- два ордена Ленина (10.08.1945, 24.02.1978)
- два ордена Отечественной войны II степени (29.09.1945, 23.12.1985)
- орден Красной Звезды (4.06.1942)
- орден Трудового Красного Знамени (1936)
- ряд медалей СССР
- Почётный гражданин Владивостока (1978)[7]
- Почётный работник Морского флота
- Почётный член Географического общества СССР (1988), Дальневосточной ассоциации морских капитанов (ДВАМК) (1998) и Международной федерации ассоциаций капитанов (МЕФАК, IFSMA)[англ.] (1998)
- Член Союза писателей России (1994)